# Peterd
Peterd es un pueblo ubicado en el distrito de Siklós, en el condado de Baranya, Hungría.

## Superficie
Posee una superficie de 10,60 kilómetros cuadrados.

## Demografía
Hasta 2019 la población era de 210 habitantes, con una densidad de población de 19,81 habitantes por kilómetro cuadrado.